# Blason de Vannes
Les armoiries de Vannes  sont les armoiries de la ville de Vannes, commune française située en Bretagne. 

## Blasonnement
L'écu de Vannes se blasonne ainsi : 

« De gueules à l'hermine passante d'argent, accolée et bouclée d'argent, cravatée d'hermine doublée d'or. »

Le timbre porte une couronne murale d'or formant cimer. Le blason est supporté par deux lévriers d'argent, au collier de gueules, bordé et annelé d'or. Les armoiries portent la devise de la ville de Vannes « A ma Vie ».

## Signification

### Ecu
L'hermine, sous la forme d'une moucheture puis d'une hermine naturelle, est associée à la Bretagne depuis le début du XIIIe siècle et l'avènement de Pierre Mauclerc en tant que baillistre de Bretagne. Pierre Mauclerc, en tant que cadet de la maison de Dreux, brise le blason familial et y ajoute un quartier d'hermine. En s'unissant à la duchesse Alix de Thouars en 1213, il devient duc baillistre de Bretagne au chef de son épouse. Son blason personnel devient alors le symbole de la Bretagne.
En 1316, Jean III de Bretagne, duc depuis 1312, modifia définitivement les armoiries de son aïeul au profit d'un écu d'hermine plain. Pendant le règne de Jean IV de Bretagne, 
, son successeur, l'hermine est popularisée par le duc qui baptisa de ce nom le château qu'il bâtit à Vannes et l'ordre de chevalerie qu'il fonda en 1381. 
La gueules évoque[réf. nécessaire] l'ancien royaume du Bro Waroch dont Vannes a été la capitale.  

### Ornements extérieurs
La Couronne murale à quatre tours (anciennement à trois tours) rappelle que Vannes est la préfecture du Morbihan. Les supports de l'écu, deux lévriers, rappellent ceux qui furent offerts à François Ier lorsqu'il vint à Vannes le 4 août 1532 pour le traité d'union perpétuelle. Enfin, la devise associée au blason de Vannes est « A ma vie », devise de l'ordre de l'Hermine avant de devenir celle de la cité de Vannes.   

## Histoire

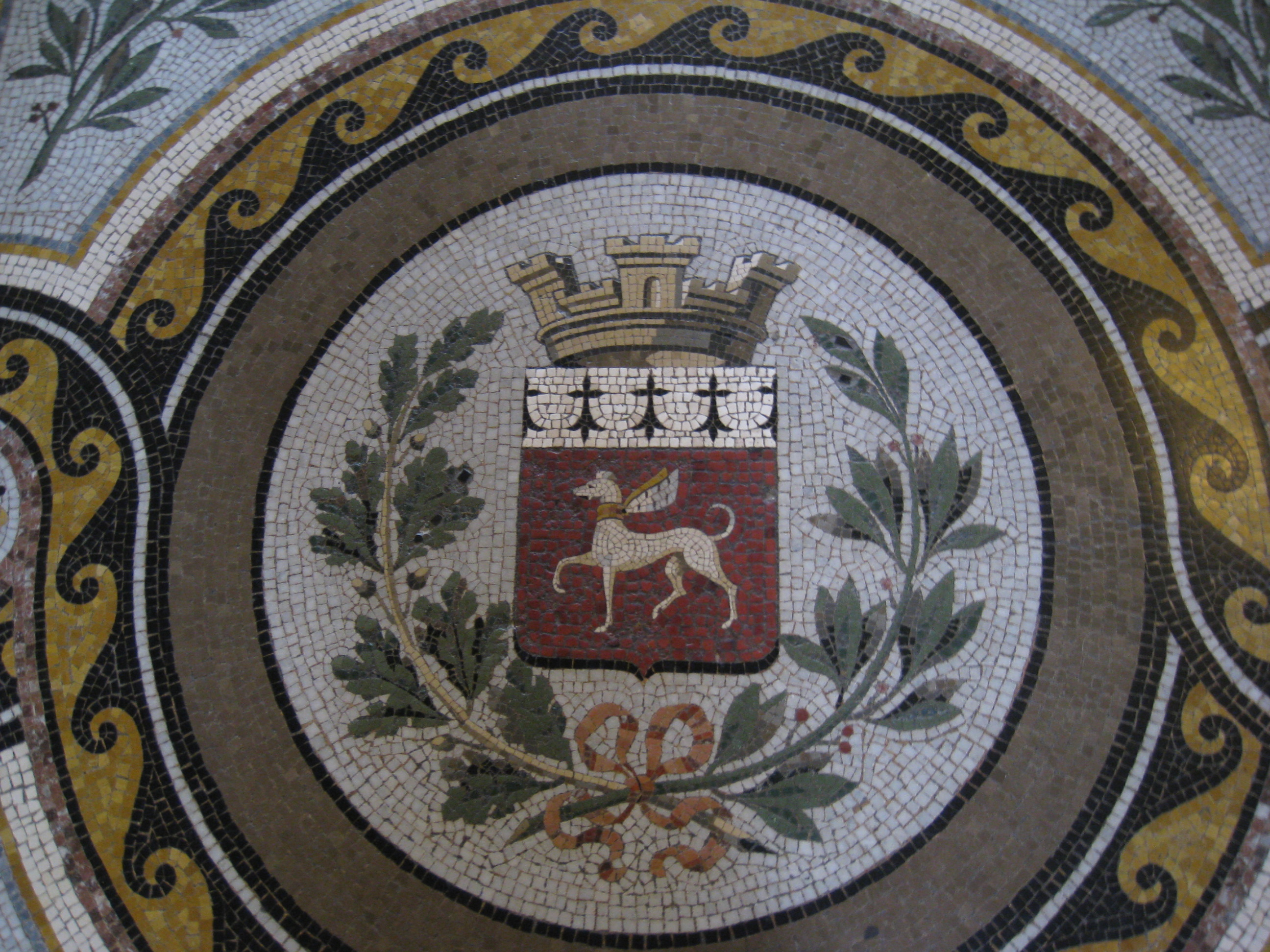
Mosaïque dans l'hôtel de Ville - Version erronée du blason avec levrette et chef d'hermine.

En 1696, le blason de Vannes est enregistré à l'armorial général de France. En 1793, lors de la Révolution française, les armoiries municipales sont supprimées. À l'ordonnance de Louis XVIII du 26 septembre 1814 qui autorisa les villes à reprendre leurs anciennes armes, Vannes ne put retrouver le titre de Louis XIV[Lequel ?] mais invoqua la notoriété publique. La municipalité envoya la reproduction d'un bouton d'uniforme appartenant aux comtes de Lannion, gouverneurs héréditaires de Vannes. Une méprise fut commise puisque sur les armoiries des Lannion figurait une levrette qui ressemblait à une hermine mal dessinée. La ville fut alors symbolisée non par une hermine, mais par une levrette. Les armoiries municipales furent aussi surmontées d'une couronne de comte qui orna le sceau officiel de la ville pendant une bonne partie du XIXe siècle.
En 1858, après la publication d'une étude sur les origines historiques de Vannes par Alfred Lallemand, la rectification s'opéra. La levrette fut alors remplacée par l'hermine, et la couronne de comte par la couronne murale commune à la plupart des villes de France.